# La Chapelle-Basse-Mer
Chapelle-Basse-Mer – miejscowość i dawna gmina we Francji, w regionie Kraj Loary, w departamencie Loara Atlantycka. W 2013 roku jej populacja wynosiła 5323 mieszkańców. 
W dniu 1 stycznia 2016 roku z połączenia dwóch ówczesnych gmin – Barbechat oraz La Chapelle-Basse-Mer – utworzono nową gminę Divatte-sur-Loire. Siedzibą gminy została miejscowość La Chapelle-Basse-Mer. 